# Ron Caspers
Ron Caspers (1960) is een Nederlands beeldhouwer en kunstsmid.

## Leven en werk
Caspers studeerde in 1984 af aan de pedagogische academie. Als werkloos leraar raakte hij in de werkplaats van zijn schoonvader, smid en koperslager Harco Hanekamp, in de ban van het metaalbewerken. Hij leerde het vak in de praktijk. In 1996 kocht hij een oude smidse in Warffum.
Hij maakte een aantal kunstobjecten die in de openbare ruimte zijn geplaatst. Caspers voert ook restauratiewerkzaamheden uit, in opdracht van onder meer de Stichting Oude Groninger Kerken, aan bijvoorbeeld de koorhekken van de Der Aa-kerk, het sierwerk van het Sichtermanhuis aan de Ossenmarkt in de stad Groningen en het hekwerk van landgoederen De Braak en Vennebroek in Paterswolde. Caspers is medeoprichter van het Nederlands Gilde van Kunstsmeden en lid van de Restauratoren Vereniging Noord.

## Werken in de openbare ruimte (selectie)
- Zonder titel (1994), Hornstraat, Groningen. Werk in vijf delen.
- De vier elementen (1994), Poorstersplein, Groningen. Werk in zes delen.
- Zonder titel (1995), Aquamarijnflat, Groningen
- Zonder titel (2001), Rabenhaubtstraat, Groningen. Plaquette ter herinnering aan Rabenhaupt en het Gronings Ontzet.
- Mediterende begijnen (2002), tuin Academiegebouw, Groningen
- Tienzitsbank (2014), bij de haven van Warffum

## Fotogalerij

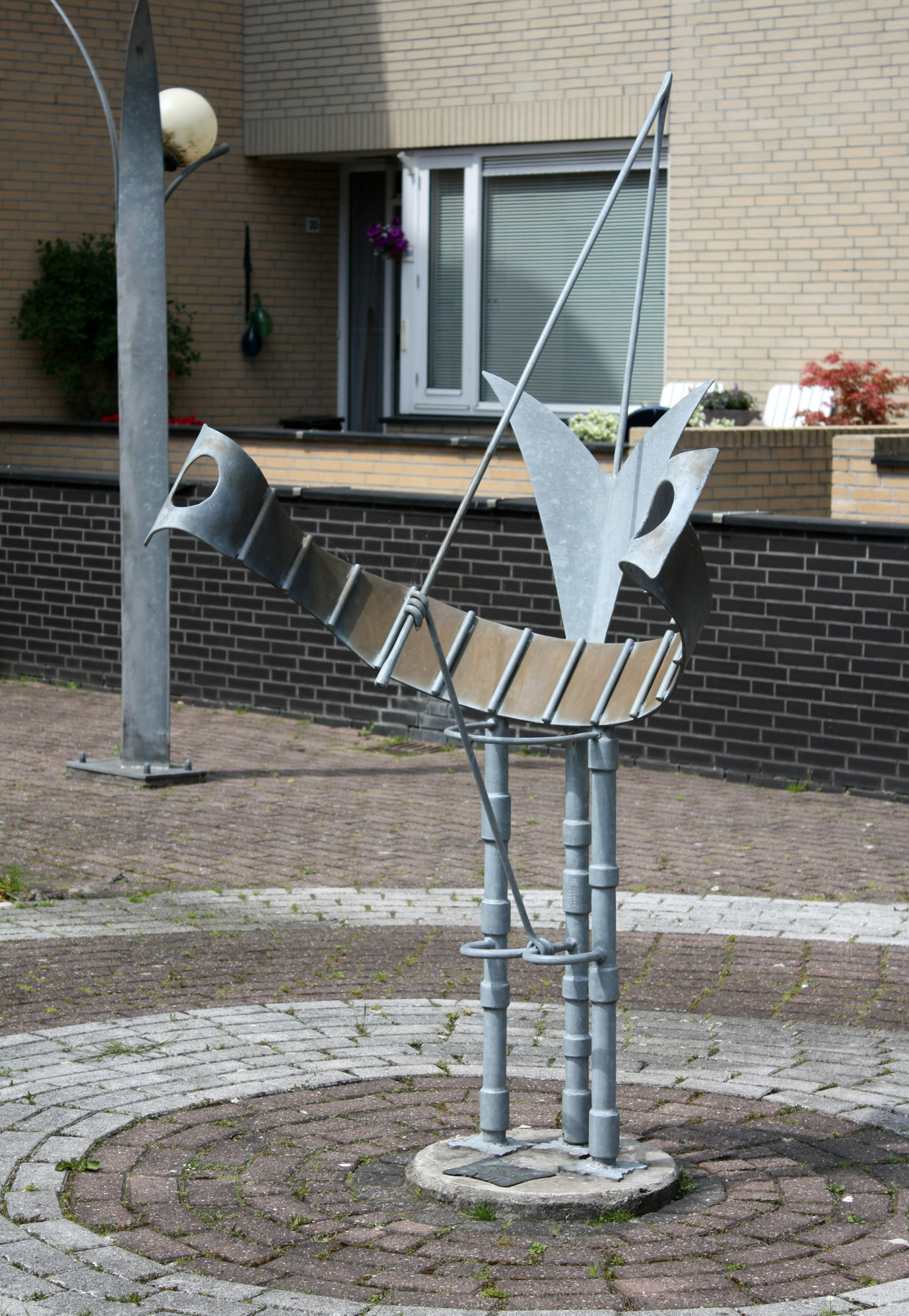
Zonder titel (1994), Hornstraat, Groningen
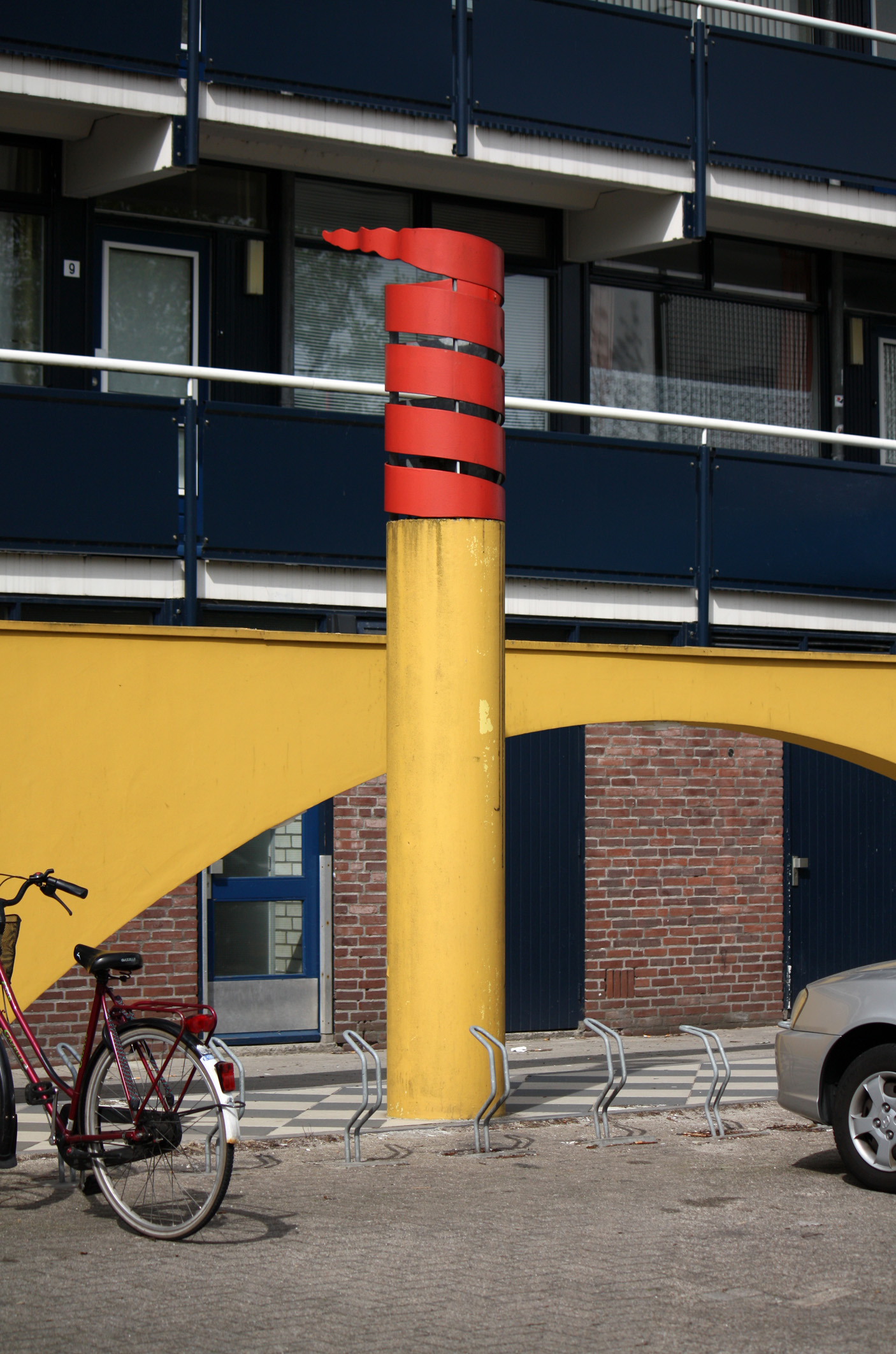
Zonder titel (1995), Aquamarijnflat, Groningen
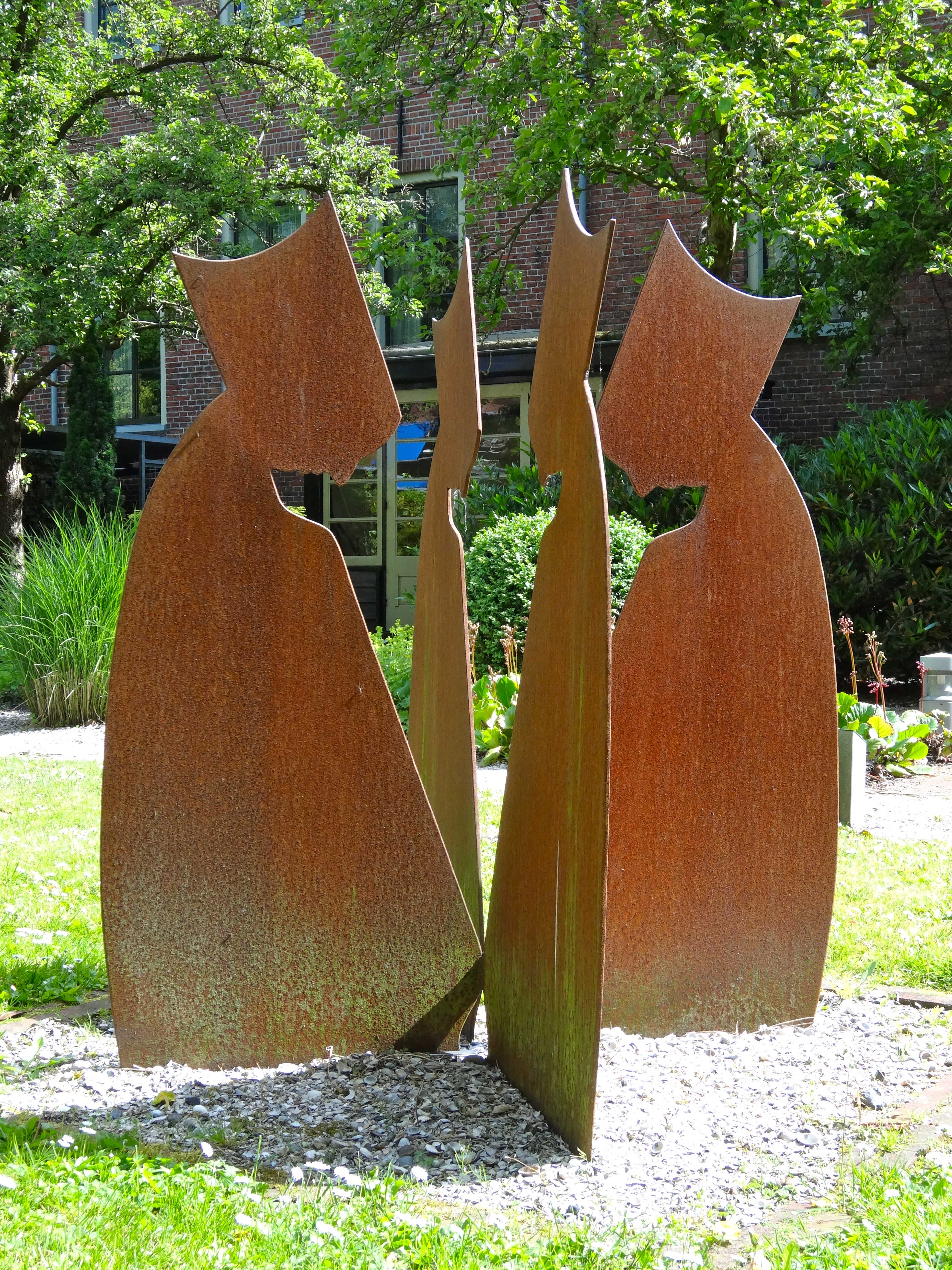
Mediterende begijnen (2002), Groningen